# 1972년 뉴욕 영화 비평가 협회상
제38회 뉴욕 영화 비평가 협회상은 1972년 영화를 대상으로 하는 시상식이다.

## 수상 및 후보

### 작품상
- 외침과 속삭임

### 감독상
- 외침과 속삭임 - 잉그마르 베르히만 수상

### 각본상
- 외침과 속삭임 - 잉그마르 베르히만 수상

### 여우주연상
- 외침과 속삭임 - 리브 울만 수상

### 남우주연상
- 발자국 - 로렌스 올리비에 수상

### 여우조연상
- 과외 수업 - Jeanny Berlin 수상

### 남우조연상
- 대부 - 로버트 듀발 수상

### 특별상
- 슬픔과 동정